# Сценічне ім'я
Артистичний псевдонім, або сценічне ім'я — різновид псевдоніма, який використовують різні митці, актори, музиканти, комедіанти та інші публічні особи.
Артисти беруть собі псевдоніми з різних причин, часто через те, що їх справжнє ім'я видається їм недостатньо впізнаваним і запам'ятовуваним, через його неоднозначності або труднощі вимови. Крім того, артист може змінити ім'я, щоб уникнути плутанини з іншим артистом, що має схоже ім'я або псевдонім.